# اعمال مهاجرت و گمرک ایالات متحده آمریکا
اداره مهاجرت و گمرک ایالات متحده  (به اختصار: آیس (به انگلیسی: ICE) (ICE; ‎i‎/aɪs/‎)) یک سازمان فدرال اجرای قانون زیرمجموعه وزارت امنیت داخلی ایالات متحده است. مأموریت اعلام‌شده آیس، حفاظت از ایالات متحده در برابر جرائم فرامرزی و مهاجرت غیرقانونی است که امنیت ملی و ایمنی عمومی را تهدید می‌کنند. آیس بیش از ۴۰۰ قانون فدرال را اجرا می‌کند و بر تخلفات گمرکی، اجرای قوانین مهاجرت، پیشگیری از تروریسم و مبارزه با قاچاق تمرکز دارد.
آیس دو بخش اصلی و مجزای اجرای قانون دارد: تحقیقات امنیت داخلی (HSI) و عملیات اجرای قانون و حذف (ERO). علاوه بر این، سه بخش پشتیبانی نیز دارد: مدیریت و اداره برنامه، دفتر مشاور حقوقی اصلی (OPLA) و دفتر مسئولیت حرفه‌ای (OPR). بخش تحقیقات امنیت داخلی، بر از هم پاشیدن جرائم فرامرزی متمرکز است، در حالی که بخش عملیات اجرای قانون و حذف، مسئول دستگیری، بازداشت و اخراج مهاجران فاقد مدارک است. بخش عملیات اجرای قانون و حذف، که عمدتاً به اخراج و دور کردن مهاجران فاقد مدارک می‌پردازد، یکی از عمومی‌ترین و بحث‌برانگیزترین وظایف آیس به شمار می‌رود. این بخش بازداشتگاه‌هایی را برای نگه‌داری افرادی که مشکوک به حضور غیرقانونی در ایالات متحده هستند و تهدیدی منطقی برای امنیت ساکنان محسوب می‌شوند، اداره می‌کند.
آیس دفاتری در سراسر ایالات متحده و واحدهایی در نمایندگی‌های دیپلماتیک اصلی ایالات متحده در خارج از کشور دارد. پرسنل آیس (مأموران ویژه و افسران) در مرزهای آمریکا گشت‌زنی نمی‌کنند؛ بلکه این وظیفه بر عهدهٔ گمرک و حفاظت مرزی ایالات متحده است.
سرپرست ریاست این سازمان تاد لاینز است؛ این سازمان از زمانی که سارا سالدانا در ۲۰ ژانویه ۲۰۱۷ از سمت خود کناره‌گیری کرد، هیچ رئیسی که تأیید سنا را داشته باشد، نداشته است.

## توضیحات
پلیس مهاجرت و گمرک ایالات متحده یک سازمان فدرال اجرای قانون زیرمجموعه وزارت امنیت داخلی ایالات متحده است. مأموریت اعلام‌شده آیس، حفاظت از ایالات متحده در برابر جرائم فرامرزی و مهاجرت غیرقانونی است که امنیت ملی و ایمنی عمومی را تهدید می‌کنند.
آیس بیش از ۴۰۰ قانون فدرال را اجرا می‌کند و بر تخلفات گمرکی، اجرای قوانین مهاجرت، پیشگیری از تروریسم و مبارزه با قاچاق تمرکز دارد. آیس دو بخش اصلی و مجزای اجرای قانون دارد: تحقیقات امنیت داخلی (HSI) و عملیات اجرای قانون و حذف (ERO). علاوه بر این، سه بخش پشتیبانی نیز دارد: مدیریت و اداره برنامه، دفتر مشاور حقوقی اصلی (OPLA) و دفتر مسئولیت حرفه‌ای (OPR).

## تاریخچه

ساختمان مرکزی آیس در واشینگتن، دی.سی.

پلیس مهاجرت و گمرک ایالات متحده بر اساس قانون امنیت میهن سال ۲۰۰۲، به دنبال حملات ۱۱ سپتامبر تشکیل شد. با تأسیس وزارت امنیت داخلی، وظایف و حوزه‌های قضایی چندین سازمان مرزی و اجرای درآمد با یکدیگر ترکیب و در پلیس مهاجرت و گمرک ایالات متحده ادغام شدند. در نتیجه، آیس بزرگترین بازوی تحقیقاتی وزارت امنیت داخلی و یکی از همکاران کارگروه مشترک تروریسم اف‌بی‌آی است.
سازمان‌هایی که به طور کامل منتقل یا بخشی از آنها در آیس ادغام شدند شامل منابع تحقیقات جنایی و اطلاعاتی خدمات گمرکی ایالات متحده، منابع تحقیقات جنایی، بازداشت و اخراج، خدمات مهاجرت و تابعیت و سرویس حفاظتی فدرال بودند. سرویس حفاظتی فدرال بعدها در تاریخ ۲۸ اکتبر ۲۰۰۹ از آیس به اداره ملی حفاظت و برنامه‌ها منتقل شد. در سال ۲۰۰۳، ایسا هاچینسون، سرویس مارشال هوایی فدرال را از اداره امنیت حمل و نقل (TSA) به آیس منتقل کرد، اما مایکل چرتاف در سال ۲۰۰۵ آن را دوباره به اداره امنیت حمل و نقل بازگرداند.
تاریخچه مأموران ویژه HSI به زمان تشکیل خدمات گمرکی ایالات متحده در سال ۱۷۸۹ بازمی‌گردد. مالیات بر واردات منجر به ایجاد وزارت خزانه‌داری و زیرمجموعه‌های آن (یعنی اداره گمرک و اداره درآمد (خدمات درآمد)) شد. بعدها، انقلاب صنعتی منجر به وضع برخی از اولین قوانین مربوط به مهاجرت منجر شد که کار اجباری، قاچاق انسان و استثمار کودکان را هدف قرار می‌داد.
این سازمان از زمانی که سارا سالدانا در ۲۰ ژانویه ۲۰۱۷ از سمت خود کناره‌گیری کرد، هیچ رئیسی که تأیید سنا را داشته باشد، نداشته است. سرپرست ریاست این سازمان تاد لاینز است.

## سازمان
آیس دفاتری در سراسر ایالات متحده و واحدهایی در نمایندگی‌های دیپلماتیک اصلی ایالات متحده در خارج از کشور دارد. پرسنل آیس (مأموران ویژه و افسران) در مرزهای آمریکا گشت‌زنی نمی‌کنند؛ بلکه این وظیفه توسط گشت مرزی انجام می‌شود. بخش‌های ERO و HSI به عنوان دو سازمان مجزا اعمال قانون می‌کنند و شرح مأموریت کاملاً جداگانه و متفاوتی باهم دارند. بخش HSI بر پیشگیری از جرائم فرامرزی متمرکز است، در حالی که ERO مسئول دستگیری، بازداشت و اخراج مهاجران فاقد مدارک است.
اداره مهاجرت و گمرک ایالات متحده مسئول شناسایی و از بین بردن آسیب‌پذیری‌های امنیتی در مرزها، اقتصاد، حمل و نقل و زیرساخت‌ها است. تخمین زده می‌شود که حدود ۲۰٬۰۰۰ کارمند آیس در تقریباً ۴۰۰ دفتر در داخل ایالات متحده و ۵۳ کشور دیگر مشغول به کار هستند.
این سازمان از دو اداره کل اجرای قانون (HSI و ERO) و چندین بخش پشتیبانی تشکیل شده است که هر کدام توسط یک مدیر اداره می‌شود که به یک معاون اجرایی مدیر گزارش می‌دهد. بخش‌های مختلف آیس خدمات تحقیقاتی، بازدارندگی و امنیتی را به عموم مردم و دیگر شرکای مجری قانون در بخش‌های فدرال و محلی ارائه می‌دهند.
رئیس آیس در سطح معاون وزیر توسط رئیس‌جمهور ایالات متحده و با تأیید سنای ایالات متحده، منصوب می‌شود و مستقیماً به وزیر امنیت داخلی گزارش می‌دهد.